# Ремонтантна малина

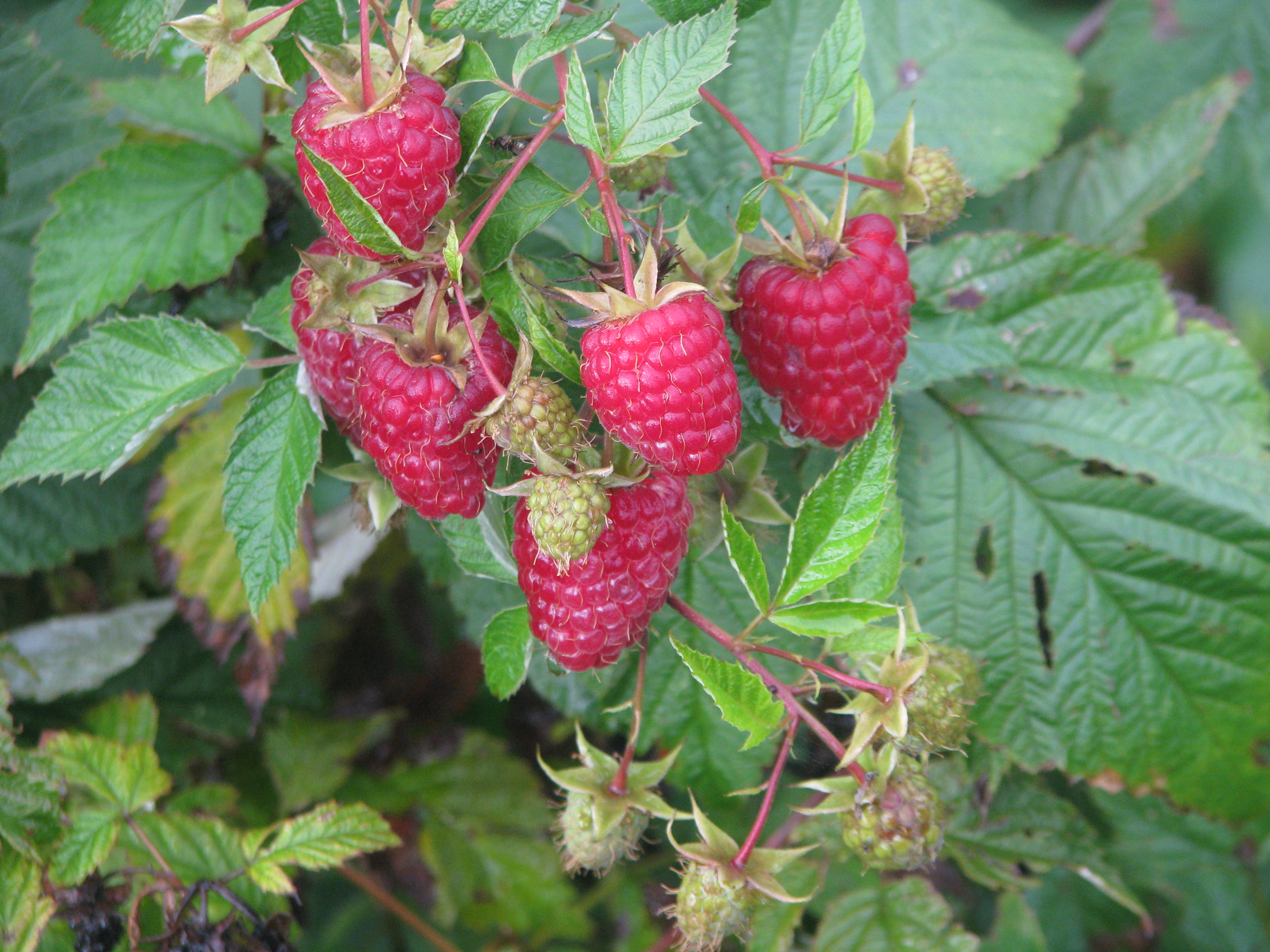
Малина 'Діамантова'

Ремонтантна малина — група сортів малини, що відрізняються здатністю плодоносити як на дворічних, так і на однорічних пагонах. Розглядаючи ремонтантні сорти малини, необхідно враховувати, що в широкому розумінні під терміном ремонтантність розуміють дещо іншу властивість.

## Історія
В англомовній літературі ремонтантні сорти позначають термінами everbearing (безперервно плодоносний), fall—bearing (плодоносний восени), autumn—fruiting (осінньо—плодоносний), а в російській мові для цього ж поняття закріпився збірний термін «ремонтант ремонті», що означає лагодити, поповнювати. У садівництві Європи, Америки та Росії ремонтантні сорти були і залишаються поповненням до основного сортименту малини. Ремонтантні сорти малини відомі вже понад 200 років, проте більшість старих сортів такого типу відрізняються незначною зоною осіннього плодоношення пагонів. В оглядах Мейва та Аберкромбі (1778), а також Мак Мехона (1806) наведено описи понад 20 ремонтантних сортів малини, але вже в XX столітті було відомо понад 60 сортів .
У російській селекції малини цілеспрямованої роботи зі створення ремонтантних сортів тривалий час не велися, хоча окремих випадках виділялися форми, дають ягоди на верхівках однорічних пагонів. Відомий, наприклад, ремонтантний сорт малини. Ст. Мічуріна "Прогрес", який у сприятливих умовах дає невеликий урожай ягід осіннього терміну дозрівання. Ряд ремонтантних сортів з переважним плодоношенням на однорічних пагонах було створено там. Найбільш відомі з них «Вереснева», «Херітейдж», «Люлін», «Редвінг», «Зева», «Оттом Близько». У Росії їх можна вирощувати лише у південних районах .
До початку 1970—х років селекціонери СРСР не проводили роботи зі створення сортів ремонтантного типу. Сорти малини зарубіжної селекції з осіннім типом плодоношення виявилися малопридатними для центральної частини країни через пізнє дозрівання ягід. Цілеспрямовану селекцію ремонтантної малини у Росії проводять трохи більше чотирьох десятиліть. Провідна установа, що здійснює цю програму в Росії, — Кокінський опорний пункт (Брянська область) Всеросійського селекційно—технологічного інституту садівництва та розсадництва. Особливий внесок у створення російських сортів ремонтантної малини вніс професор І.М. Ст. Козаків .
В результаті схрещування американського ремонтантного сорту «Вереснева» зі слаборемонтантним, але рано квітучим гібридом № 12—77 було створено перший вітчизняний ремонтантний сорт «Бабине літо» (набув поширення лише в південних регіонах Росії). Селекційний прорив у створенні якісно нових сортів ремонтантної малини вдалося здійснити на основі міжвидової гібридизації з використанням у схрещуваннях, крім малини червоної (звичайної) (лат. Rubus idaeus), різноманітних форм малини чорної (західної) (Rubus occidentalis), глоду (Rubus crataegifolius), запашної (Rubus odoratum), чудової (Rubus spectabilis) і полініки (княженики) (Rubus arcticus .
За продуктивністю, якістю врожаю та особливо за ранніми термінами дозрівання осіннього врожаю сорту останніх десятиліть та особливо вітчизняні сорти професора І.І. Ст. Казакова набагато перевершують колишні сорти. У центральних районах Росії всі сто відсотків ягід у нових сортів встигають визрівати з початку серпня і до перших заморозків до середини вересня .

## Біологія
У ремонтантних сортів навесні кожного року із підземної частини куща виростають нові пагони, на яких утворюється врожай ягід. До зими верхня частина пагону, що відплодоносив, усихає. На частині пагону, що залишилася, на другий рік утворюються плодові гілочки з ягодами, як це зазвичай буває у неремонтантних сортів. У ремонтантного сорту можна отримувати врожай і на дворічних і однорічних пагонах, але це веде до зменшення врожаю та якості плодів. Рекомендується отримувати врожай тільки на однорічних пагонах, видаляючи їх наприкінці вегетації перед настанням морозів . Вирощування ремонтантних сортів малини на кшталт однорічної культури знімає проблему зимостійкості стебел, які видалення з плантації після скошування дозволяє позбавитися основних хвороб і шкідників без застосування пестицидів. З іншого боку, залишаючи однорічні пагони на другий рік, садівники одержують дуже розтягнуті терміни плодоношення, що виявляється привабливим для аматорського садівництва, особливо на півдні європейської частини Росії .
Ряд ремонтантних сортообразцов малини складного міжвидового походження відрізняється низькими коефіцієнтами розмноження, а окремі зовсім не утворюють кореневої порослі. Ця біологічна особливість ускладнює розмноження таких генотипів традиційними способами і таким чином значно подовжує період від виділення гібридів в еліту до передачі в сортовипробування. Крім того, обмежується обсяг схрещувань при використанні їх як батьківські форми. Ці перешкоди значною мірою можна подолати за допомогою методу клонального мікророзмноження .
Основне коріння малини розташоване в шарі ґрунту на глибині до 15—20 см .
В умовах Ленінградської області вегетація ремонтантної малини починається у 3—й декаді квітня. Значних сортових відмінностей щодо проходження даної фенологічної фази виявлено не було. Цвітіння більшості сортів відбувається у 3—й декаді липня. Дозрівання ягід у ремонтантної малини відбувається неодночасно, залежно від сорту. Початок дозрівання ягід у деяких сортів відзначається вже в перших числах серпня .
Хімічний склад ягід малини значною мірою залежить від генотипу, метеорологічних умов у період формування врожаю та зони вирощування культури .
Сучасні сорти ремонтантної малини відрізняються великоплідністю, за цим показником вони легко конкурують із літнім сортиментом малини. Сорти із середньою масою ягід 3,1—4,5 г: 'Августина', 'Бабине Літо', 'Бабине Літо—2', 'Брянська Ювілейна', 'Золоті Куполи', 'Жар—птиця', 'Мулатка', 'Надійна', 'Елегантна', 'Бурштинна'. Великоплідні сорти з максимальною масою ягід 7—11,5 г: 'Золота Осінь', 'Геракл', 'Рубинове Намисто', 'Атлант', 'Помаранчеве Чудо', 'Брянське Диво' .

## Агротехніка
У середній смузі Росії рекомендується посадка найтепліших і сонячних ділянках саду, бажано з південного боку будинку. У цьому випадку рясне плодоношення гарантоване. У південних областях, де дуже сухо та спекотно, підходить і півтінь . Для більшості сортів при середній родючості грунту відстань між рядами 1,5—2,0 м, між рослинами в ряду — 0,7 — 0,9 м. Рослини садять в ями діаметром не менше 30—35 см і глибиною 25—30 см У правильно посаджених рослин коренева шийка повинна бути на рівні поверхні грунту, і лише на легких грунтах допустимо її заглиблення на 3—5 см. У невеликих садах зручна посадка у вигляді невеликих добре освітлених груп (одно—три рослини), при відстані між ними до 50—70 см .
Ремонтантна малина може рости практично на будь—яких ґрунтах, але віддає перевагу пухким, родючим . Існує думка, що фосфорні добрива можна не використовувати, оскільки їх застосування ніяк не впливає на врожай. Азотні добрива у вигляді сечовини (карбаміду), аміачної селітри або органічні добрива на основі гною завжди підвищують урожай. Коріння малини залягає в поверхневому шарі ґрунту і всяка посуха і навіть невеликий період без дощів може швидко призводити до зневоднення рослин. 
Ремонтантні сорти вимагають щотижневих поливів. В особливо сухі періоди робити це доведеться навіть частіше —ґрунт повинен постійно залишатися злегка вологим. Води при поливі не шкодуйте — ґрунт повинен промокати в глибину на 30-40 см. Слідкуйте тільки, щоб волога не застоювалася, оскільки при надлишку води до коренів перестає надходити повітря, що уповільнює ріст культури в цілому. 
Поливи особливо важливі перед початком цвітіння, в період формування і дозрівання ягід. Пізно восени, перед холодами проведіть рясне вологозарядне зволоження.
Оптимально організувати для малини крапельний полив —він допоможе заощадити воду і рівномірно зволожить землю. Також можна організувати аричний полив — зробіть навколо рядів невеликі горбки (10—15 см) з землі, а воду пускайте по поглибленнях, що утворилися між ними. Холодну воду бажано не використовувати, краще, якщо вона трохи прогріється. Частоту поливів можна скоротити за допомогою мульчі, яка вкриває землю і не дає їй пересихати.
Кореневі нащадки (поросль) рекомендується знищувати гострою лопатою, підрізаючи на глибині 5—8 см у землі відразу після появи. Це позитивно позначається на кількості пагонів заміщення, що закладаються на наступний рік.
Ремонтантні сорти малини дають від 1,7 до 3,7 кг ягід з куща. За сприятливих ґрунтових та погодних умов особливою врожайністю — понад 20 т з гектара — відрізняються сорти 'Атлант', 'Брянське Диво', 'Рубинове Намисто', 'Елегантна' . Продуктивність сорту — це комплексний показник, що складається з багатьох ознак. У ремонтантної малини до основних компонентів продуктивності відносяться: кількість плодоносних пагонів на кущі, кількість ягід на одній пагоні, середня маса ягоди. Крім цього необхідно враховувати, що продуктивність ремонтантної малини знаходиться в прямій залежності від кількості ягід на кущі, що встигли дозріти до осінніх заморозків. Тому величина врожаю залежить не тільки від генотипу рослин та технології вирощування культури, а й від погодних умов у період вегетації та її тривалості. У Ленінградській області високою продуктивністю характеризувалися сорти: 'Брянське диво', 'Геракл', 'Євразія' (1300—1600 р з куща). Найменша продуктивність відзначена у сортів: 'Бабине Літо' – 900 г з куща, 'Діамантова' – 1050 г з куща .
Особливістю ремонтантної малини є відносна складність її розмноження традиційними методами. З одного боку, помірна кількість пагонів заміщення та кореневих нащадків значно спрощує догляд за посадками, з іншого боку, створює дефіцит посадкового матеріалу. Проте є кілька агротехнічних прийомів, з допомогою яких можна прискорити розмноження ремонтантних сортів. Так, якщо восени або рано навесні на 2—3 рік після посадки акуратно видалити центральну частину куща (діаметром 10—15 см), то з коріння, що залишилося в грунті, розвинеться до 2—х десятків якісних нащадків—саджанців. Хороші результати дає розмноження малини зеленими живцями. У малини на зеленому живці обов'язково має бути частина втечі, яка росла під землею. Це так звана вибілена або етіольована зона. Зазвичай зелені живці малини заготовляють наприкінці весни чи початку літа. У зв'язку з тим, що формування нирок на коренях та його пробудження відбувається одночасно, нащадки виникають у різні терміни. З цієї причини операцію із заготівлі та вкорінення зелених живців слід проводити кілька разів. При цьому найкращі результати вдається отримати при весняному живцювання. Для заготівлі зелених живців найкращими вважаються пагони, у яких надземна частина не більше 3—5 див.
При пересіванні насіння ремонтантної малини основна її якість — здатність плодоносити на однорічних пагонах — зберігають тією чи іншою мірою до 2/3 сіянців. Ягоди збирають у мішечки з капронової тканини, розминають і під струменем води відмивають від м'якоті. Потім, не виймаючи ягоди з мішечків, їх просушують і зберігають у холодильнику за температури +1…+30 °З. У цих умовах насіння, не втрачаючи схожості, може зберігатися кілька років. Для отримання сходів із насіння їх послідовно піддають стратифікації та скарифікації. Насіння малини висівають на глибину близько 0,5 см, засипають легким ґрунтом і стежать, щоб посіви не пересихали .

## Деякі сорти
В даний час сортимент ремонтантної малини досить різноманітний, при виборі сорту рекомендується з'ясувати, наскільки він підходить до конкретних кліматичних умов для вирощування.
- 'Абрикосова'
- 'Августина' (пізній [6])
- 'Серпневе Чудо'
- 'Атлант'
- 'Бабине Літо' (пізній [6])
- 'Бабине Літо—2' (середній [6])
- 'Діамантова' (ранній [6])
- 'Брусв'яна'
- 'Брянське Диво' (ранній [6])
- 'Брянська Ювілейна'
- 'Геракл' (ранній [6])
- 'Жар—птиця'
- 'Журавлик'
- 'Зоря Вечірня'
- 'Золоті Куполи' (ранній [6])
- 'Золота Осінь' (середній [6])
- 'Євразія' (ранній [6])
- 'Калашник'
- 'Мулатка'
- 'Надійна'
- 'Недосяжна'
- 'Носоріг'
- 'Снігурок'
- 'Осіння Красуня'
- 'Помаранчеве Чудо' (середній [6])
- 'Пінгвін'
- 'Р34'
- 'Рубинове Намисто'
- 'Шапка Мономаха'
- 'Елегантна'
- 'Янтарна'

У північних областях Росії рекомендується вирощувати сорти з раннім терміном дозрівання ягід: 'Брянське Диво', 'Геракл', 'Євразія' .